# Cytidine
Cytidine is een ribonucleoside die is opgebouwd uit cytosine en ribose (een pentose). Het maakt deel uit van het monomeer cytidinemonofosfaat, waaruit DNA en RNA zijn opgebouwd. De binding tussen cytosine en ribose wordt een β-N1-glycosidische binding genoemd.
Wanneer cytosine vastzit aan desoxyribose in plaats van ribose, wordt het geheel desoxycytidine genoemd.